# Jörn von Lucke
Jörn von Lucke (* 24. Juni 1971 in Bielefeld) ist ein deutscher Wissenschaftler. Er ist Institutsleiter des The Open Government Institute an der Zeppelin Universität in Friedrichshafen und dort Professor für Verwaltungs- und Wirtschaftsinformatik.

## Leben

### Akademischer Werdegang
Von Lucke studierte Wirtschaftsinformatik an der Universität Mannheim. Darauf folgte die Promotion in Verwaltungswissenschaft zu Effizienzsteigerung und Kostensenkung durch Internet-Technologien am Beispiel gesetzlicher Rentenversicherungsträger und die Habilitation zu Hochleistungsportalen für die öffentliche Verwaltung an der Deutschen Hochschule für Verwaltungswissenschaften (DHV) Speyer. Über fünf Jahre war er als Forschungs- und Sektionsreferent am Forschungsinstitut für öffentliche Verwaltung (FÖV) an der DHV Speyer wissenschaftlich tätig. Es folgten zwei Jahre im Bundesverwaltungsamt und in der dortigen Bundesstelle für Informationstechnik in Köln. 2007 wechselte er an das Fraunhofer-Institut für Offene Kommunikationssysteme (FOKUS) in Berlin. Dort baute er seitdem mit Unterstützung der Fraunhofer-Gesellschaft eine Forschergruppe zu Hochleistungsportalen für den öffentlichen Sektor auf. 2009 übernahm er den Lehrstuhl für Verwaltungs- und Wirtschaftsinformatik an der Zeppelin Universität in Friedrichshafen. Als Gründungsdirektor des Deutsche Telekom Institute for Connected Cities (TICC) war er im Projekt T-City Friedrichshafen engagiert. Seit 2014 leitet er das The Open Government Institute an der Zeppelin Universität.

### Tätigkeitsschwerpunkte
Der Forschungsfokus von Jörn von Lucke liegt innerhalb der Verwaltungsinformatik auf den Themen E-Government und Hochleistungsportalen, mit einer Fokussierung auf die aktuellen Web-2.0-Themen Open Government, Open Government Data, Offenes Haushaltswesen, Open Government Collaboration und Smart Government.

### Innovationen in der Verwaltungsinformatik
Von Lucke gilt neben Heinrich Reinermann als einer der Väter der Speyerer Definition von E-Government. Bereits früh erkannte er die Potenziale der Informations- und Kommunikationstechnologien zur Modernisierung des öffentlichen Sektors und habilitierte zum Thema „Hochleistungsportale für die öffentliche Verwaltung“.

## Publikationen (Auszug)
- „Effizienzsteigerung und Kostensenkung durch Internet-Technologien am Beispiel gesetzlicher Rentenversicherungsträger“, Schriftenreihe Verwaltungsinformatik, Band 21, R. v. Decker’s Verlag, 1999, ISBN 3-7685-1599-0.
- zusammen mit Heinrich Reinermann (Hrsg.): Electronic Government in Deutschland, Ziele – Stand – Barrieren – Beispiele – Umsetzung, Forschungsbericht, Band 226, Forschungsinstitut für öffentliche Verwaltung, Speyer 2002. ISBN 3-932112-64-4. (inklusive: Speyerer Definition von Electronic Government (Memento vom 23. Mai 2012 im Internet Archive))
- „Regieren und Verwalten im Informationszeitalter“, Duncker & Humblot, 2003, ISBN 3-428-11011-0.
- „Hochleistungsportale für die öffentliche Verwaltung“, EUL-Verlag, 2008, ISBN 978-3-89936-645-7.
- „Entdeckung, Erkundung und Entwicklung. Skizzen künftiger Forschungsaktivitäten für die Verwaltungsinformatik“, Antrittsvorlesung im Sommersemester 2007, Speyerer Vorträge, Heft 90, Deutsche Hochschule für Verwaltungswissenschaften Speyer, Speyer 2007, ISSN 0931-8437
- zusammen mit Klaus-Peter Eckert und Christian Breitenstrom: „IT-Umsetzung der EU-Dienstleistungsrichtlinie - Gestaltungsoptionen, Rahmenarchitektur und technischer Lösungsvorschlag“, White Paper, Version 2.0 für den DOL-DLR-Projektbericht zur Blaupause, IRB Verlag, Stuttgart 2008, ISBN 3-8167-7765-1.
- „Entdeckung, Erkundung und Entwicklung 2.0: Open Government, Open Government Data und Open Budget 2.0“, Schriftenreihe des Deutsche Telekom Institute for Connected Cities | TICC der Zeppelin Universität Friedrichshafen, Band 1, epubli GmbH, Berlin 2012, ISBN 978-3-8442-1799-5, ISSN 2193-8946 Online Volltext
- „Das offene Regierungs- und Verwaltungshandeln und seine Perspektiven im Wahljahr 2013“, Schriftenreihe des Deutsche Telekom Institute for Connected Cities | TICC der Zeppelin Universität Friedrichshafen, Band 6, epubli GmbH, Berlin 2014, ISBN 978-3-8442-8684-7, ISSN 2193-8946. Online und Volltext
- Herausgeber: „Gute E-Government-Forschung“, Wissenschaftliches Symposium der wissenschaftlichen Gesellschaft Digital Government Deutschland (WiDiGo) e. V., Alcatel-Lucent Stiftung für Kommunikationsforschung und Zeppelin Universität, Schriftenreihe des Deutsche Telekom Institute for Connected Cities | TICC der Zeppelin Universität Friedrichshafen TICC, Band 7, epubli GmbH, Berlin 2014, ISBN 978-3-7375-0711-0, ISSN 2193-8946. Online und Volltext
- Was können wir aus der Geschichte des Electronic Government lernen? In: Jörg Pohle, Klaus Lenk (Hrsg.): Der Weg in die „Digitalisierung“ der Gesellschaft. Was können wir aus der Geschichte der Informatik lernen? Metropolis-Verlag, Marburg 2021, ISBN 978-3-7316-1461-6, S. 353–371.